# Irlanda (ilha)
A Ilha da Irlanda (em irlandês:  Éire; em escocês do Ulster: Airlann; em inglês:  Ireland; também conhecida como Ilha Esmeralda por suas vastas estepes verde-claras) é a terceira maior ilha da Europa e a vigésima maior do mundo. Encontra-se a noroeste da Europa continental e está cercada por centenas de ilhas e ilhéus. A leste da Irlanda localiza-se a Grã-Bretanha, separada dela pelo Mar da Irlanda. A ilha está dividida entre a República da Irlanda, que cobre um pouco menos do que cinco sextos da ilha, e a Irlanda do Norte, região sob a soberania do Reino Unido, que abrange o restante e está localizada no nordeste da ilha. Pouco menos de 5,1 milhões vivem na República da Irlanda e cerca de 1,9 milhões vivem na Irlanda do Norte. Em 2022, a população foi estimada em mais de 7 milhões de pessoas.
As montanhas relativamente baixas em volta da Irlanda, criaram uma planície no centro da ilha com vários rios navegáveis que se estendem para o interior. A ilha tem uma vegetação exuberante, produto do seu clima ameno, mas mutável devido ao clima oceânico, o que evita os extremos de temperatura. Espessas florestas cobriram a ilha até ao século XVII; porém, nos dias de hoje, é a área mais desmatada na Europa. Há 26 espécies nativas de mamíferos existentes na Irlanda.
A cultura irlandesa tem tido uma influência significativa sobre outras culturas, nomeadamente nos domínios da literatura e, em menor grau, na ciência e na educação. A cultura indígena continua a existir, tal como se pode verificar através, por exemplo, dos jogos gaélicos, da música irlandesa e da língua irlandesa, mas também é possível constatar a forte presença de influências externas, manifestada através da música contemporânea e do teatro, e de uma cultura compartilhada em comum com a Grã-Bretanha, expressa no desporto, em que se incluem as modalidades de futebol, rugby e golfe, e na língua inglesa.

## Etimologia
Éire é o nome em irlandês que se refere tanto à ilha da Irlanda quanto à República da Irlanda. Ele vem da deusa Ériu, que teria ajudado os gaélicos, de acordo com a mitologia céltica, a conquistar a Irlanda, e é uma das três rainhas dos Tuatha Dé Danann. O nome Éire aparece em moedas, selos postais, passaportes e outros documentos oficiais desde 1937.

## História
A invasão normanda na Idade Média deu lugar a um Ressurgimento gaélico no século XIII. Posteriormente, após mais de 60 anos de guerra intermitente no século XVI, a ilha passou para o domínio inglês após 1603. Na década de 1690, uma série de regras relacionadas com o protestantismo inglês foram projetadas para, materialmente, tirar a vantagem à maioria católica e aos protestantes dissidentes em favor da minoria protestante a viver na ilha, situação que vigorou durante o século XVIII.
Em 1801, a Irlanda tornou-se parte do Reino Unido. A guerra de independência no início do século XX levou à divisão da ilha, criando o Estado Livre Irlandês, que se foi tornando cada vez mais soberano nas décadas seguintes. A Irlanda do Norte permaneceu como parte do Reino Unido e vivenciou muita agitação civil entre o final dos anos 1960 até aos anos 1990. Esta agitação civil diminui bastante após um acordo político em 1998. Em 1973, as duas partes da Irlanda juntaram-se à União Europeia.

## Política

Mapa da Irlanda separada com as suas respectivas bandeiras

Politicamente, a Irlanda é dividida em:
 •   Irlanda - com sua capital estabelecida em Dublin e que cobre cinco sextos da ilha. Irlanda e Eire são os nomes oficiais do estado - em inglês e em irlandês respectivamente - enquanto a República da Irlanda e sua descrição oficial. Ela é chamada de "o sul" ou "a República" por muitos moradores da Irlanda do Norte.

 •   Reino Unido (Irlanda do Norte), cuja capital é Belfast e que faz parte do Reino Unido, é também conhecida como "o norte" pelos nacionalistas e moradores da República da Irlanda, "os seis condados" pelos nacionalistas e "Ulster" pelos unionistas. Esse estado que dá o nome ao nome longo convencional do Reino Unido, que fora "Reino Unido da Grã Bretanha e Irlanda do Norte".
Tradicionalmente, a Irlanda é subdividida em quatro províncias: Connacht, Leinster, Munster e Ulster, e, desde o século XIX, em 32 condados. 26 destes condados estão na República da Irlanda, e os outros 6 (todos em Ulster) estão na Irlanda do Norte.